# Cratere Zula
Zula  è un cratere sulla superficie di Venere.